# Amenemhatankh
Amenemhatankh (ỉmn-m-ḥ3.t-ˁnḫ, "Amenemhat viu") va ser un príncep egipci de la XII Dinastia. Era fill del rei Amenemhet II.
|                |        |   |     |
| \| \| \| \| \| |        |   |     |
|                |        |   |     |
| i              | mn · n | m | HAt |

| i | mn · n | m | HAt |

|                |        |   |     |
| \| \| \| \| \| |        |   |     |
|                |        |   |     |
| i              | mn · n | m | HAt |

| i | mn · n | m | HAt |

|                |        |   |     |
| \| \| \| \| \| |        |   |     |
|                |        |   |     |
| i              | mn · n | m | HAt |

| i | mn · n | m | HAt |

|                |        |   |     |
| \| \| \| \| \| |        |   |     |
|                |        |   |     |
| i              | mn · n | m | HAt |

| i | mn · n | m | HAt |

Amenhemhatankh apareix esmentat en una falsa porta que originalment es trobava a la seva tomba, però que es va trobar reutilitzada a la tomba de Khenemet i Siese a Dahshur. També se l'esmenta a la base d'una estàtua seva trencada, trobada a Saqqara i que avui es troba al Museu d'Antiguitats Egípcies del Caire; en aquesta base hi consta el nomenament d'un sacerdot anomenat Tetiemsaf.
El seu nom també apareix en una estàtua de Horemsaf de Saqqara, sobre una base d'estàtua trobada al temple de Mut de Karnak (avui al Caire) i a les inscripcions de la tomba del djati Khnumhotep (tomba 2 de Dahshur).